# 銀河と迷路
「銀河と迷路」（ぎんがとめいろ）は、東京スカパラダイスオーケストラの23枚目のシングル。2003年2月5日発売。発売元はcutting edge。

## 概要
- MV監督は川村ケンスケ。
- CCCD仕様。

## 収録曲
全編曲：東京スカパラダイスオーケストラ
1. 銀河と迷路(4:13)
  - 作詞：谷中敦／作曲：NARGO／Vocal：茂木欣一
  - フジテレビ系ドラマ『美女か野獣』主題歌
2. BLACK JACK(3:00)
  - 作曲：北原雅彦
  - ソニー・インタラクティブエンタテインメント社ゲーム「怪盗スライ・クーパー」テーマソング
3. 銀河と迷路（Instrumental）(4:13)

## 収録アルバム
銀河と迷路
- オリジナル『HIGH NUMBERS』（2003年3月5日）
- サントラ『美女か野獣 オリジナル・サウンドトラック』（2003年3月19日）
- 扇谷研人『ピアニズム・イン・Jポップ「世界に一つだけの花」』（2003年5月21日）
- ライブ『ON TOUR』（2004年2月4日）
- ベスト『BEST OF TOKYO SKA 1998-2007』（2007年3月21日）
- オムニバス『a-box NEO』（2009年4月25日）
- ベスト『The Last』（2015年3月4日）
- ベスト『TOKYO SKA TREASURES 〜ベスト・オブ・東京スカパラダイスオーケストラ〜』（2020年3月18日）
- ベスト『NO BORDER HITS 2025→2001 〜ベスト・オブ・東京スカパラダイスオーケストラ〜』（2025年3月19日）

BLACK JACK
- ライブ『ON TOUR』（2004年2月4日）
- ベスト『TOKYO SKA TREASURES 〜ベスト・オブ・東京スカパラダイスオーケストラ〜』（2020年3月18日） - ファンクラブ限定盤のみ
- ベスト『NO BORDER HITS 2025→2001 〜ベスト・オブ・東京スカパラダイスオーケストラ〜』（2025年3月19日） - ファンクラブ限定盤のみ